# Ultima Hora
Ultima Hora foi um jornal brasileiro fundado pelo jornalista Samuel Wainer, em 12 de junho de 1951 no Rio de Janeiro. Chegou a ter uma edição em São Paulo, além de uma edição nacional que era complementada localmente em Porto Alegre, Belo Horizonte, Recife, Niterói, Curitiba, Campinas, Santos, Bauru e no ABC Paulista.

## Diagramação e arte
O periódico, nas palavras de Wainer um "jornal de oposição à classe dirigente e a favor de um governo", o de Getúlio Vargas, foi um marco no jornalismo brasileiro, inovando em termos técnicos e gráficos. Foi o Última Hora que incutiu nos repórteres a importância de ter um tamanho de texto em mente antes de finalizá-los, de modo que o diagramador não precisasse resumir uma matéria na capa do jornal para colocá-la na íntegra nas outras páginas, tampouco preencher "buracos" deixados por matérias pequenas demais com os chamados "calhaus" – textos menores cuja função é não deixar espaços em branco uma página.
Para integrar a equipe artística do periódico, Samuel contratou profissionais de países vizinhos e valorizou a charge num momento em que outros jornais deixavam-nas de lado por conta da censura.
O jornal vinha com o logotipo, ilustrações e vinhetas impressas a cores, em oposição ao preto e branco que imperava na imprensa brasileira da época. O nome do jornal vinha impresso imitando letras manuscritas e a letra "u" vinha sem acento agudo; o objetivo era dialogar com a proposta do jornal de ser escrito sempre com os fatos mais recentes e de ser feito sempre de forma urgente, sem tempo para ajustes detalhistas.

## História

### Fundação e sedes
O jornal começou a circular em 1951 e foi apresentado à população por meio de um desfile de jipes e caminhões de entrega adquiridos para a empresa. A primeira edição trazia um editorial assinado pelo próprio Getúlio, mas não vendeu muito.
O jornal iniciou suas atividades num edifício na Avenida Presidente Vargas, próximo à Estação Central do Brasil, que antes abrigava o Diario Carioca. A transferência da posse do local entre os jornais é motivo de controvérsia. Segundo o autor Benicio Medeiros, Samuel conseguiu, por meio do banqueiro Walther Moreira Salles, dinheiro para comprar as ações da empresa Érica, pertencente a Horácio Gomes Leite de Carvalho Filho, dono do Diario Carioca. Ele assumiu também as dívidas que o diário tinha com o Banco do Brasil e a Caixa Econômica Federal, tendo o prazo de 15 anos para quitar Cr$ 22 milhões.
O prédio da primeira sede foi demolido e em seu lugar foi erguido outro, que hoje abriga a sede do Metrô do Rio de Janeiro. A segunda e última sede do diário foi um prédio de quatro andares na Rua Sotero dos Reis nº 62, próximo à Praça da Bandeira. Era um local precário, sujeito a alagamentos e de difícil acesso. Em 2009, o térreo do edifício abrigava um bar e os andares superiores estavam favelizados, com alguns pontos sendo ocupados por prostitutas de baixo custo.

### Acusações, período pós-Vargas e Rede Nacional de Ultima Hora
Em 1953, o jornal passou a ser acusado por Carlos Lacerda, dono do jornal concorrente Tribuna da Imprensa e antigo amigo de Samuel, de receber favorecimento para empréstimos feitos pelo Banco do Brasil. Samuel sugeriu a criação de uma CPI para averiguar as transações realizadas entre a empresa e o Banco. A CPI foi instaurada em junho do mesmo ano. Ao encerrar suas investigações em novembro, a CPI concluiu que as empresas jornalísticas em geral faziam negócios com irregularidades junto ao Banco do Brasil.
Outra acusação nunca provada em vida era sobre a origem de Samuel Wainer, que teria nascido na Bessarábia, impedindo sua permanência no comando do jornal, visto que a Constituição de 1946 proibia o comando de órgãos da imprensa por estrangeiros. Samuel chegou a ficar preso por um mês por falsidade ideológica.
Foi publicada na edição do Jornal do Brasil de 24 de julho de 1953 nota a respeito do discurso do senador Assis Chateaubriand, feito, no dia anterior, da tribuna do Senado Federal sobre o caso do Ultima Hora e suas relações com o governo: "…aquela organização jornalística tem a dirigi-la homens que servem ao ideal soviético, financiado por um verdadeiro “Kominform brasileiro”. Disse possuir documentos para provar cabalmente a orientação comunista do aludido jornal e citou alguns fatos em abono de suas considerações. Culpou o governo pela tolerância e complacência em favor desse grupo sobre as instituições autárquicas e bancos submetidos ao controle governamental."
A edição do dia seguinte da morte de Getúlio Vargas vendeu, segundo cálculos de Samuel, 700 mil exemplares. As vendas foram beneficiadas pelo fato de os principais concorrentes do UH (O Globo e Tribuna da Imprensa) terem sido impedidos de levar seus exemplares às bancas por grupos de simpatizantes varguistas que culpavam os periódicos pela crise que levou ao seu suicídio.
Quando saiu da prisão, e a partir dos próximos governos (Juscelino Kubitschek, Jânio Quadros e João Goulart), Samuel conseguiu consolidar a Rede Nacional de Ultima Hora, expandindo as operações do jornal para outros estados. Apesar de ser considerado esquerdista, Samuel estabeleceu alianças com muitos banqueiros e empresários para conseguir abrir as filiais. A filial mineira, por exemplo, teria sido aberta em parceria com Magalhães Pinto, enquanto que a de São Paulo teve apoio de Ademar de Barros.
Em 1961, a rede estava presente em sete estados brasileiros: Guanabara, Rio de Janeiro, São Paulo (com edições especiais para Santos, Bauru e o ABC Paulista), Pernambuco, Minas Gerais, Paraná e Rio Grande do Sul. As edições seguiam um projeto gráfico em comum, e cada uma misturava reportagens de interesse local com crônicas dos profissionais da matriz.
Às vésperas do golpe militar de 1964, o periódico contrata João Apolinário, recém fugido da ditadura salazarista em Portugal, como editor de cultura e crítico de teatro.

### Ditadura militar

#### O golpe e as reações
Foi um dos únicos diários a defender o governo de João Goulart em 1 de abril de 1964, nas primeiras horas após o golpe militar que o depôs. Teve suas sedes do Rio de Janeiro e do Recife invadidas e depredadas. Samuel Wainer exilou-se no Chile e lá recebeu proposta de compra do jornal de um grupo de empresários especializados em obras públicas.
Em 23 de abril de 1964 foi publicado discurso do deputado Rubens Requião, feito na Assembléia Legislativa do Paraná. O deputado atacou o Ultima Hora nos seguintes termos: "Ainda agora soubemos que importou o jornal papel de imprensa no valor de três bilhões de cruzeiros, financiado pelo Banco do Brasil, no apagar das luzes do governo deposto." O ápice das acusações deu-se em trecho anterior a esse de seu discurso: "Uma coisa, todavia, sempre chamou atenção de todos, de todos os democratas. Como se mantinha o [Ultima Hora]? Quem financiava? (…) A Petrobras? Os institutos? As autarquias? Ou, quem sabe, alguma potência estrangeira? Os enormes recursos de que dispunha esse jornal subversivo sempre preocuparam os democratas."
No dia seguinte ao do golpe militar (1 de abril de 1964), arruaceiros ligados ao Movimento Anticomunista (MAC), logo após incendiarem a sede da UNE, dirigiram-se à redação do Ultima Hora no Rio de Janeiro para empastelar o jornal e linchar seus funcionários. A equipe percebeu que não teria apoio da polícia (deduziram que esta talvez até ajudasse os vândalos) e que provavelmente seria massacrada pelos invasores, optando, portanto, por deixar o local antes da chegada dos anticomunistas. A sucursal do Recife também foi alvo de ataques.
Dois jornalistas, Moacir Werneck de Castro e Jorge de Miranda Jordão, retornaram à sede do jornal no mesmo dia. Apesar do estrago (carros foram virados e incendiados, bobinas de papel foram inutilizadas, máquinas de escrever e linotipos foram destruídas, mesas foram viradas e uma enciclopédia foi despedaçada), a equipe conseguiu colocar nas ruas uma edição enxuta, usando alguns materiais que foram poupados.
O militar nomeado para agir como censor in loco do Ultima Hora foi o coronel reformado Teles de Menezes, que acabaria ficando amigo de parte da redação, a ponto de tomar cerveja com os jornalistas após o expediente.

#### Exílio de Samuel Wainer e reformas
De Paris, onde deu prosseguimento ao seu exílio, Samuel comandou uma reforma no jornal, gerenciada por Jânio de Freitas. Samuel havia convidado ele e sua esposa, Vera Gertel, também jornalista, para visitá-lo na capital francesa e inteirar-se sobre a situação financeira do jornal e o projeto de reforma. Jânio voltou ao Brasil com a incumbência de administrar o jornal, do ponto de vista jornalístico e financeiro, e tinha carta branca para tomar decisões.
A gestão de Jânio foi conturbada, pois muitos membros da redação não aceitavam sua administração. Seu posicionamento político, autodefinido como "à esquerda do Partidão", também era motivo de desavenças com a redação, que tinha muitos militantes do partido.
Quando voltou ao Brasil, em 1967, Samuel e Jânio entraram em contenda e Jânio deixou o jornal após Samuel lhe sugerir que sua reforma tinha sido muito modesta e que ele pretendia pedir dinheiro a vários banqueiros para financiar uma reforma maior. Ainda, ele tinha esperança de conquistar a confiança dos militares, até que o comandante do I Exército pediu que publicasse na primeira página um poema de resposta à canção "Caminhando", de Geraldo Vandré.
Três anos depois, Samuel comandaria mais uma reforma, desta vez tocada por Washington Novaes, mas ele saiu em 1970, momento no qual Pinheiro Júnior assumia como diretor de redação.

#### Crise financeira e negociações
A situação financeira da Ultima Hora piorou por conta da pressão dos militares, que se estendia também aos anunciantes, que evitavam patrocinar o jornal com medo de represálias. Em suas memórias, João Pinheiro Neto afirma que o próprio ministro da Fazenda na época, Delfim Neto, se ofereceu para ajudar o jornal.
A situação começou a afetar o pagamento dos salários dos funcionários da casa. Numa ocasião, Samuel fez um acordo com Abraão Medina, dono da rede de lojas de utilidades domésticas Rei da Voz, para que seus colaboradores fossem pagos em eletrodomésticos. João Saldanha, que recebeu um liquidificador como pagamento, espatifou o aparelho no chão, mandou dizer a Samuel para enviar o objeto no ânus, e deixou seu cargo de comentarista esportivo no periódico. Em outro momento, a redação paralisou suas atividades por um minuto no período do fechamento como forma de protesto contra os salários atrasados. A essa altura, já faltava papel higiênico e sabão nos banheiros e Samuel vendia, com a ajuda do irmão José Wainer, objetos do jornal para poder honrar as despesas.
Samuel vinha negociando a venda da Ultima Hora desde seu exílio na capital francesa. Roberto Marinho, d'O Globo, e Nascimento Brito, do Jornal do Brasil, foram sondados, mas não fecharam negócio. No final, a venda foi concretizada aos empreiteiros que haviam comprado o Correio da Manhã por US$ 1,5 milhão. A última edição rodou no dia 25 de abril de 1971.
Em comunicado colocado no quadro de avisos da redação, Samuel lamentava o fim do jornal, agradecia o trabalho dos funcionários e prometia honrar todas as suas dívidas trabalhistas com eles. Nem todos os funcionários receberam seus direitos, contudo.
Conforme documentos registrados na Junta Comercial do Estado de São Paulo, no Cartório de Registros de Títulos e Documentos, a edição de São Paulo do jornal foi vendida em 1971 para a Folha da Manhã S/A, que também era dona do jornal Folha de S.Paulo, cujos proprietários eram Carlos Caldeira Filho e Octávio Frias de Oliveira. Outra fonte diz que a venda foi concretizada durante o exílio em Paris.

### Período pós-Samuel Wainer e legado
A partir de 1971, a Ultima Hora passou por diversos donos, inclusive um general de Brasília que fez o jornal servir ao regime militar. Em 1973, o jornalista Ary Carvalho adquiriu a versão carioca do jornal, tendo o seu controle até 1987. Em 1991, o periódico decretou falência, acumulando dívidas de Cr$ 450 milhões.
O Arquivo Público do Estado de São Paulo, em homenagem aos duzentos anos de Imprensa no Brasil, colocou na internet o acervo do Ultima Hora. São 36 mil páginas digitalizadas, que registram edições que datam de 1 de outubro de 1955 a 30 de dezembro de 1969.